# 狄米崔斯·约翰逊
狄米崔斯·约翰逊（英語：Demetrious Johnson，1986年8月13日—），绰号“大力鼠”（Mighty Mouse），美国综合格斗选手，ONE冠军赛蝇量级冠军，前终极格斗冠军赛（UFC）蝇量级冠军。他以其快速击打与移动而著称。
约翰逊于2007年开始其综合格斗职业生涯，2011年加入UFC。2012年，他在UFC 152中战胜约瑟夫-贝纳维德兹，成为UFC首位蝇量级冠军。此后，他已10次卫冕成功。由此，他也追平了安德森·席尔瓦保持的UFC连续卫冕纪录，與骨頭喬恩·瓊斯、GSP、安德森·席爾瓦並列MMA最好的選手之一